# Charis hesiona
Charis hesiona är en fjärilsart som beskrevs av Doubleday 1847. Charis hesiona ingår i släktet Charis och familjen Riodinidae. Inga underarter finns listade i Catalogue of Life.